# Hypselis
Hypsélis (Shas-hotep, Šs-ḥtp en ancien égyptien) est l'ancienne capitale du 11e nome de Haute-Égypte, le nome de Seth.

## Histoire
| M8 | G1 | S29 | R4 | O49 |

| M8 | G1 | S29 | R4 | O49 |

Shas-hotep est mentionné pour la première fois dans des textes remontant à la Première Période intermédiaire. Au cours du Moyen Empire, elle était la ville principale du nome de Seth. La principale divinité de l'ancienne Shas-hotep était Khnoum, qui était parfois appelé « Seigneur de Shas-hotep ». Les cimetières situés près de la place moderne Rifeh, appartenaient autrefois à la ville,. Plus tard, la ville fut connue par les Grecs sous le nom d'Hypsélis,.